# Zamek w Colmbergu
Zamek Colmbergu – gotycka budowla znajdująca się w Colmberg pośród wzgórz Frankenhöhe.

## Źródła
- Karl Bosl (Hrsg.): Handbuch der historischen Stätten Deutschlands. Band 7: Bayern (= Kröners Taschenausgabe. Band 277). 3. Auflage. Kröner, Stuttgart 1981, ISBN 3-520-27703-4.